# Beta Regio
Beta Regio är en region på Venus känd som ett "vulkaniskt högland". Det mäter omkring 3000 km, och utgör ett höglandsområde på Venus som har sitt centrum vid 25.3 °N, 77.2 °V.
När de första radarundersökningarna av Venus gjordes gavs de olika områdena namn efter bokstäver i det grekiska alfabetet. Beta Regio var ett av de objekt som namngavs.
Vulkaniska höjder är höjder som är över 1000 km tvärsöver. De genomkorsas av djupa tråg som är mellan 100 och 200 km tvärsöver. Dessa tråg är exempel på kontinentalflyttningar, vilket i sin tur är bevis för plattektonik.